# EUPM
L'EUPM (sigles en anglès de la Missió Policial de la Unió Europea) va ser una missió de la Unió Europea a Bòsnia i Hercegovina que va ajudar a les organitzacions policials locals, i va ser una de diverses Missions de Policia de la Unió Europea a tot el món. Va ser la primera missió emesa per la UE en el marc de la Política Exterior i de Seguretat Comuna. L'EUPM va ser el successor del Grup de Tasques de la Policia Internacional de les Nacions Unides a Bòsnia i Hercegovina (part de la Missió de les Nacions Unides a Bòsnia i Hercegovina (UNMIB), el mandat de la qual va finalitzar el desembre de 2002. (Resolució 1396)
L'EUPM va actuar sota la coordinació del Representant especial de la Unió Europea, que també servia com a Alt Representant per Bòsnia i Hercegovina.
La missió va finalitzar el 30 de juny de 2012.

## Missió
L'EUPM va ajudar a establir una força policial sostenible, professional i multiètnica. Va ajudar a la policia local, combatent a gran escala el crim organitzat de la màfia bosniana i ajudant a la reforma policial.
L'EUPM es va iniciar l'1 de gener de 2003 per un període inicial de tres anys. Després de la invitació de les autoritats bosnianes, la UE va decidir establir una missió policial de seguiment amb un mandat i una mida modificats. L'EUPM II va durar dos anys (de l'1 de gener de 2006 fins al 31 de desembre de 2007). Va supervisar, assessorar i inspeccionar les forces de policia de BiH d'acord amb tres pilars principals, és a dir, el suport al procés de reforma de la policia, l'enfortiment de la responsabilitat policial i el suport a la lluita contra la delinqüència organitzada.
A la fi de 2007, la missió de la policia de la UE es va estendre durant dos anys més (de l'1 de gener de 2008 al 31 de desembre de 2009). Durant aquests dos anys, la missió va continuar el seu treball en relació amb els tres pilars mateixos, amb especial èmfasi en la lluita contra la delinqüència organitzada. L'EUPM també va dedicar una atenció especial a reforçar la cooperació entre la policia i els fiscals.